# Perigosas Peruas
Perigosas Peruas ("Patrulleras peligrosas", español) es el nombre de una telenovela exitosa de Brasil, transmitida y producida por Rede Globo en 1992. Esta estuvo protagonizada por Vera Fischer, Sílvia Pfeifer, Mário Gomes y Alexandre Frota. Se transmitió entre el 10 de febrero hasta el 28 de agosto de 1992 con una cantidad de 173 episodios. Fue escrita por la supervisión de textos, Carlos Lombardi, Lauro Cesar Muniz y con la dirección general de Roberto Talma.

## Argumento
La telenovela comienza con un significado especialmente para las mujeres; " Mujer, del latim Muliere, sustantivo femenino o ser de sexo femenino capaz de conceber o parir otros seres humanos. Este significado fue extraído del diccionario Aurelio.
El 31 de diciembre de 1957, Cidinha y Leda se instalan en el Hospital Central para dar a luz, ya que habían completado los nueve meses de gestación. Lo que no se pudo reconocer, es que al dar a luz, Cidinha y su amiga intercambian su hijo en el hospital sin darse cuenta.
Ambas amigas ven crecer a sus hijos y viven mundos opuestos, Cidinha se convierte en una ama de casa que nunca pensó en la elaboración y el trabajo, y Leda se convierte más tarde en un personaje exitoso con aversión al matrimonio y a los hijos. En común, solo viven un amor del pasado, Belo, hijo de la italiana, Doña Gema que finalmente se casa con Cidinha. Pero esta no sabía que fue Belo quien había intercambiado los hijos de Cidinha y Leda en la sala de maternidad, años atrás. 

Después con el transcurre de los años, Leda conoce verdaderos éxitos en el extranjero, pero reclama la custodia de su hija con Cidinha. Pero Belo trabaja para Terremolinos, una poderosa familia mafiosa, encabezado por Franco y Branco, y ellos aplican un gran problema para Belo, este debía matar a Leda y Cidinha o el mismo muere por no haber cumplido el crimen.

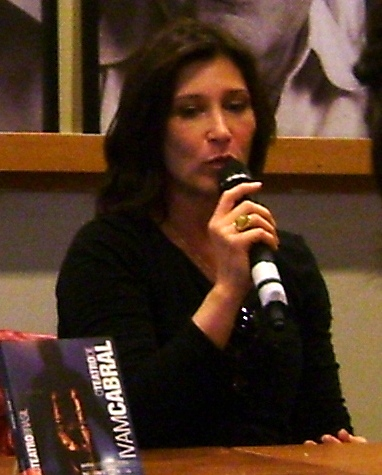
Beth Goulart como Diana.

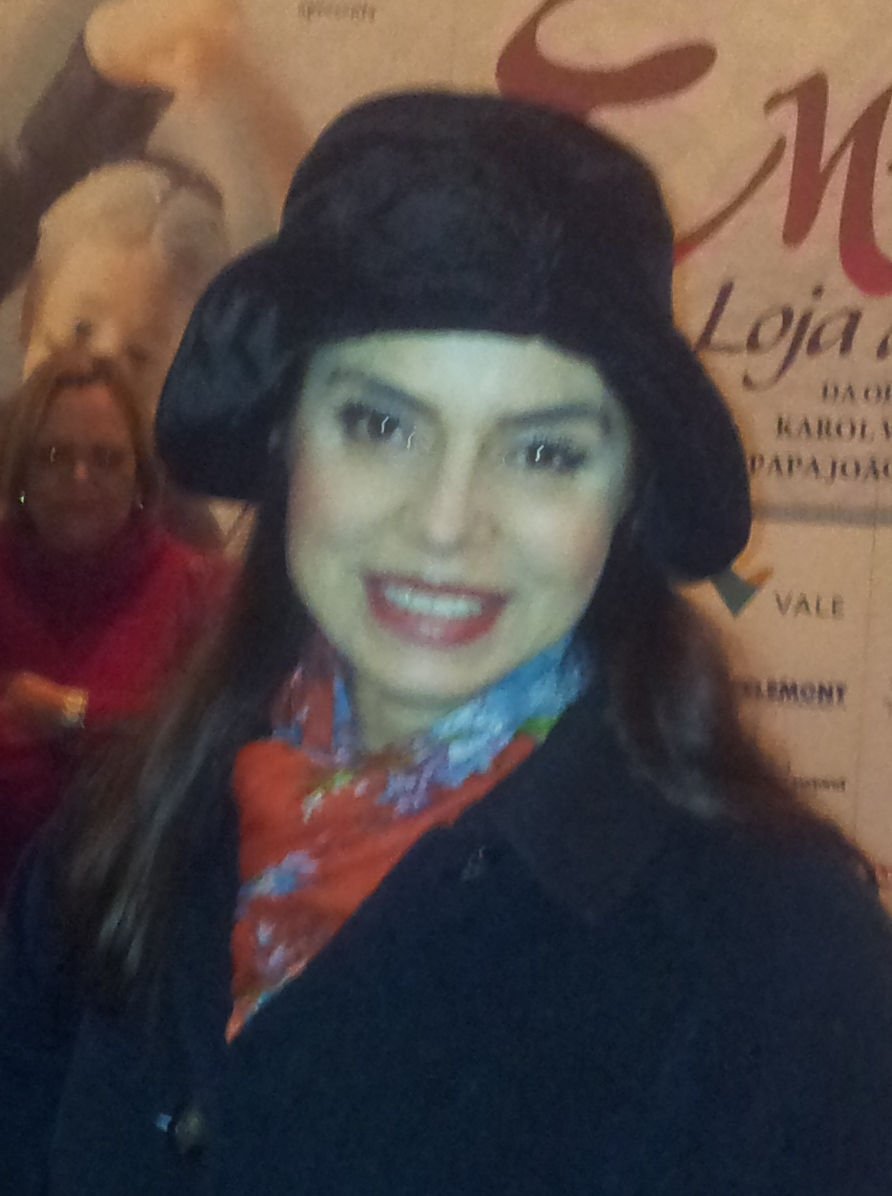
Françoise Forton como Caroline.

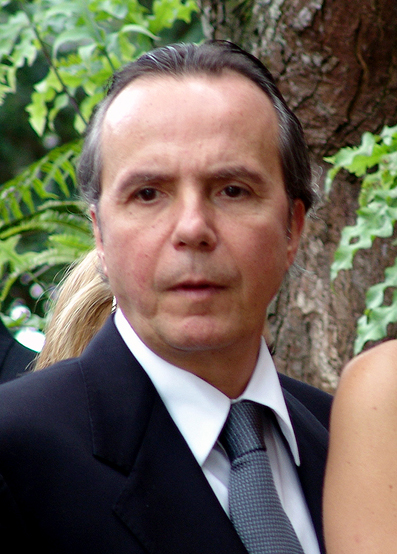
Tato Gabus Mendes como Paulinho Pamonha.

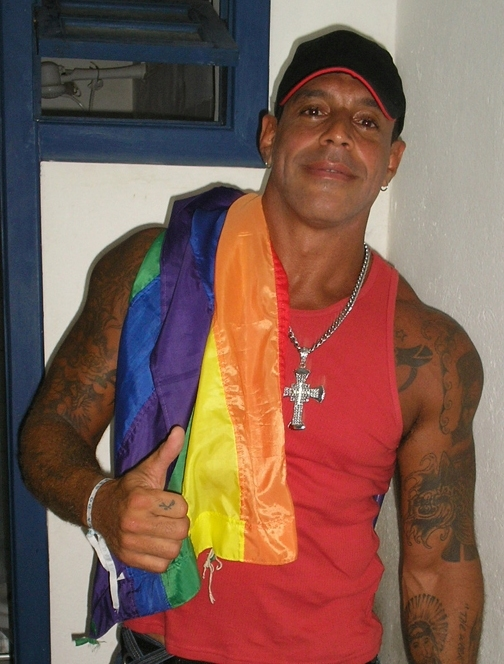
Alexandre Frota como Jaú.

## Reparto
| Actor/Actriz          | Personaje en rol       |
| --------------------- | ---------------------- |
| Vera Fischer          | Cidinha                |
| Sílvia Pfeifer        | Leda                   |
| Mário Gomes           | Belo                   |
| Alexandre Frota       | Jaú (Ângelo García)    |
| Guilherme Karan       | Hector                 |
| Cassiano Gabus Mendes | D. Franco Torremolinos |
| José Lewgoy           | D. Branco Torremolinos |
| Françoise Forton      | Caroline               |
| Tato Gabus Mendes     | Paulinho Pamonha       |
| Beth Goulart          | Diana                  |
| Rosita Thomaz Lopes   | Walkíria               |
| Irving São Paulo      | Johann                 |
| Gerson Brener         | Giovanni               |
| Sílvia Buarque        | Maria Doida            |
| Flávio Colatrello Jr. | Baby Face              |
| Cláudia Lira          | Manuela                |
| John Herbert          | Cervantes              |
| Carlos Kroeber        | Michelângelo           |
| Bianca Byington       | Téia (Sthepanie)       |
| Felipe Martins        | João Maluco            |
| Alberto Baruque       | Romano                 |
| Rômulo Arantes        | Téio (Otávio)          |
| Cleyde Blota          | Madre de Maria Doida   |
| Leina Krespi          | Ambrósia               |
| Ana Paula Bouzas      | Pimenta                |
| Victor Branco         | PH (Paulo Henrique)    |
| Cissa Guimarães       | Zu                     |
| Fabiana Scaranzi      | Joana                  |
| Fernanda Muniz        | Irina                  |
| Natália Lage          | Tuca                   |
| Igor Logullo          | Toninho                |
| Adriana Tausz         | Zazá                   |
| Nicette Bruno         | Vivian Bergman         |
| Flávio Migliaccio     | Venâncio               |
| Nair Bello            | Gema                   |

## Otros Personajes
| Actor/Actriz        | Personaje en rol |
| ------------------- | ---------------- |
| Ilya São Paulo      | Sr. Robles       |
| Inês Galvão         | Joaninha         |
| Nicole Puzzi        | Irma             |
| Guilherme Leme      | Anjo             |
| Vitor Hugo          | Caco             |
| Lorena da Silva     | Ana Jocasta      |
| Tatyane Goulart     | Marilia          |
| Viviane Novaes Reis | Patricia         |
| Demian Temponi      | Victor           |
| Tatiana Toffoli     | Bia              |

## Personajes en participación especial
| Actor/Actriz      | Personaje en rol                |
| ----------------- | ------------------------------- |
| André Di Mauro    | Dintinho                        |
| Carlos Gregório   | Corregidor                      |
| Cristina Pereira  | Mujer funcionaria de maternidad |
| Cininha de Paula  | Batista                         |
| Iara Jamra        | Tina                            |
| Marina Lima       | como ella misma                 |
| Bia Seidl         | Abogada de Cidinha              |
| Isabela Garcia    | Violeta                         |
| Raul Cortez       | cortamante                      |
| Armando Madureira | Abogado de Cidinha              |

## Banda sonora de Álbum Nacional
1. "Perigosas Peruas" - Frenéticas
2. "Eu Não Sei Dançar" - Marina
3. "Sábado" - Os Paralamas do Sucesso
4. "Será" - Simone
5. "Tô Indo Embora" - Sandra de Sá
6. "Coisas da Paixão" - Emílio Santiago
7. "Torremolinos" - Nova Era
8. "Eu Te Amo (And I Love Her)" - Zezé Di Camargo & Luciano
9. "Situação Mágica" - instrumental
10. "Fêmea" - Fábio Jr.
11. "Glória" - Sílvia Patrícia
12. "Sentado À Beira Do Caminho" - Erasmo Carlos
13. "Profissional da Noite" - Rômulo Arantes
14. "Baila Baila Manuela" - Espírito Cigano
15. "Saga" - Nova Era
16. "Esse Mundo" - Vange Leonel
17. "Ritmo Quente" - instrumental

## Banda sonora de Álbum Internacional
1. "All Together Now" - The Farm (banda)
2. "Spending My Time" - Roxette
3. "I'm Too Sexy" - Right Said Fred
4. "Senza Una Donna (Without a Woman)" - Zucchero com Paul Young
5. "Change" - Lisa Stansfield
6. "I Just Wanna Have You" - Megabeat
7. "Give It Away" - Red Hot Chili Peppers
8. "Milonga" - Julio Iglesias
9. "Slipping Away" - Information Society
10. "Get Ready for This" - 2 Unlimited
11. "Tears In Heaven" - Eric Clapton
12. "Hold On My Heart" - Genesis
13. "Just You And Me" - Garry Thorts
14. "Innocence" - Deborah Blando

## Datos y curiosidades
- Aparece entre 10 de febrero y 29 de agosto de 1992 en 173 capítulos.
- Vera Fischer llegó a ser cortada de la pantalla, ya que hubo problemas en el inicio de las grabaciones de la telenovela. Cuando esta asume al papel de Cidinha, llegó a invitar a Natalia Valle, Bruna Lombardi y Maria Zilda Bethlem. Ninguna de ellas aceptó el papel, y Fisher pidió que siguieran continuando la historia con la promesa de portarse bien hasta que se termine el desenlace de la telenovela. Prometeo acepta la decisión de Fisher y se da cuenta de que su personaje se convierte en un verdadero éxito en la televisión brasilera. Años más tarde en 1994, sucede el mismo caso con Fisher pero en otra telenovela, pero se da cuenta de que su próximo papel sería aun con mayor éxito internacional en 1994.
- El grupo de canto "As Frenéticas" grabó el tema de apertura especialmente para la novela, obtuvo el primer lugar en el álbum de estudio para lanzar el álbum musical de la telenovela.
- Se reconoció que obtuvo una excelente banda sonora internacional, de diferentes músicos y artistas. Como "All Together Now", de The Farm, "Spending My Time", de Roxette, "I'm Too Sexy", de Right Said Fred, "Senza Una Donna", de Zucchero & Paul Young, "Change", de Lisa Stansfield, "Give It Away", de Red Hot Chili Peppers, "Slipping Away", de Information Society, "Get Ready For This", de dois Unlimited, "Tears In Heaven", de Eric Clapton, "Hold On My Heart" de Genesis, entre otros.